# Cospeito
Cospeito és un municipi de la província de Lugo a Galícia. Pertany a la Comarca da Terra Chá.
| 7.113 | 7.407 | 7.921 | 7.002 | 4.264 |
| Fonts: INE i IGE (Els criteris de registre censal variaren i les dades de l'INE i de l'IGE poden no coincidir.) |       |       |       |       |

## Geografia
Destaca la Llacuna de Cospeito, aiguamoll amb presència d'ànecs, garzas i altres espècies, d'interès per als afeccionats a l'ornitologia i amants de la naturalesa.

## Torres de Arneiro
A més en el lloc d'Arneiro es troben les antenes instal·lades per l'exèrcit alemany a Galícia poc abans de l'inici de la II Guerra Mundial per a control de l'oceà Atlàntic. Si bé els exèrcits aliats coneixien l'existència i ubicació de les torres, no les van destruir degut al fet que també en feien ús. Després de la guerra van seguir sent d'ús militar fins a l'any 1962. A partir d'aquest any van passar a les mans de l'Autoritat d'Aviació Civil fins a l'any 1971, quan van ser abandonades. Actualment existeixen projectes per a la conservació de les antenes pel seu interès històric, encara que a causa de l'abandó una d'elles ja es troba desplomada.

## Parròquies
| - Arcillá (San Paio) - Bestar (Santa María) - Bexán ou Rubiños (San Paio) - Cospeito (Santa María) - Goá (San Xurxo) - Lamas (San Martiño) - Momán (San Pedro) - Muimenta (Santa Mariña) - Pino (San Martiño) - Rioaveso (Santalla) | - Roás (San Miguel) - Santa Cristina (San Xiao) - Seixas (San Pedro) - Sisoi (Santalla) - Sistallo (San Xoán) - Támoga (San Xiao) - Vilapene (Santa María) - Vilar (Santa María) - Xermar (Santa María) - Xustás (Santiago) |

## Cospeitencs coneguts
- Darío Xohán Cabana
- Fidel Fernán
- Miguel-Anxo Fernán-Vello
- Xesús Rábade Paredes
- Luis Tosar